# Murder City
Murder City is een zich in Londen afspelende Engelse politieserie waarin humor gecombineerd wordt met de keiharde werkelijkheid van uitgebreid politie onderzoek. De methodisch werkende Detective Chief Inspector Susan Alembic (Amanda Donohoe) werkt al twee jaar  samen met de heel aparte collega Luke Stone (Kris Marshall) en lossen met hun murder squad allerlei op het eerste gezicht onoplosbare misdaden op. Voor de in 2004 begonnen serie zijn tot en met 2006 tien afleveringen geproduceerd.

## Acteurs
- Amanda Donohoe         -  DI Susan Alembic
- Kris Marshall          -  DS Luke Stone
- Connor McIntyre	 -  Frank Craven
- Laura Main		 -  DC Alison Bain
- Tim Woodward		 -  DCI Turner
- Amber Agar		 -  Dr. Anvar 'Annie' Parvez
- Geff Francis		 -  DI Adrian Dumfries
- Alexis Conran		 -  Dr. Simon Dunne

## Afleveringen
- Critical Path - 2004
- Under the skin - 2004
- Happy families - 2004
- Mr.Right - 2004
- Nothing sacred - 2004
- Big city small world – 2004
- Wives and Lovers - 2004
- Just Seventeen - 2006
- Death of a Ladies’Man - 2006
- Game Over - 2006